# Peronella keiensis
Peronella keiensis is een zee-egel uit de familie Laganidae.
De wetenschappelijke naam van de soort werd in 1948 gepubliceerd door Theodor Mortensen.